# 啼笑遠藤介
啼笑遠藤介（学名：Endocythere tikushiosa）为荊花介科遠藤介屬下的一个种。